# Margopsylla tolli
Margopsylla tolli är en loppart som beskrevs av Wagner 1901. Margopsylla tolli ingår i släktet Margopsylla och familjen fågelloppor. Inga underarter finns listade i Catalogue of Life.